# Sumer
Sumer (sumersky Ki-EN/EME-GIR15, Země místních pánů, Země pánů jasu či Země sumerského jazyka), akkadsky také Šumeru, je nejstarší známá civilizace v historické oblasti jižní Mezopotámie (nyní jih středního Iráku), která se objevila během eneolitu a rané doby bronzové mezi šestým a pátým tisíciletím před naším letopočtem. Stejně jako nedaleký Elam je to jedna z kolébek civilizace spolu s Egyptem, údolím Indu, kulturou Erligang v údolí Žluté řeky, kulturou Norte Chico a Mezoamerikou. Sumerští zemědělci, kteří žili podél řek Eufrat a Tigris, pěstovali množství obilí a dalších plodin, což jim umožnilo vytvářet městské osady. Tito zemědělci, dnes nazývaní Sumeřané, sami sebe ve vlastním jazyce označovali za „Černohlavce“ (un san gi ga). Svou zemi nazývali Kengir neboli "Země vznešených pánů". Později do Sumeru přišli semitsky hovořících Akkaďané, kteří dali zemi i původním obyvatelům dnes známé jméno (šumeru). Rasový konflikt Sumeřanů a Semitů naplnil značnou část sumerských dějin a Sumeřané v něm nakonec prohráli. Sumerolog Samuel Noah Kramer uvedl, že starému Sumeru lze připsat 37 "prvenství" v dějinách lidstva. K sumerským objevům patří například institut školy, psaného zákonodárství, písma nebo literatury. Nejstarší známé texty na světě pocházejí ze sumerských měst Uruk a Džemdet Nasr a datují se mezi cca 3350 až cca 2500 př. n. l., které následovaly po období před objevem písma cca 4000–2500 před naším letopočtem. Sumerové byli v raném období moderní archeologie zcela neznámí. Prvním učencem, který užil slovo Sumer, byl Jules Oppert (1869). První velké vykopávky proběhly v roce 1877 v Girsu a byly vedené francouzským archeologem Ernestem de Sarzecem.

## Počátek

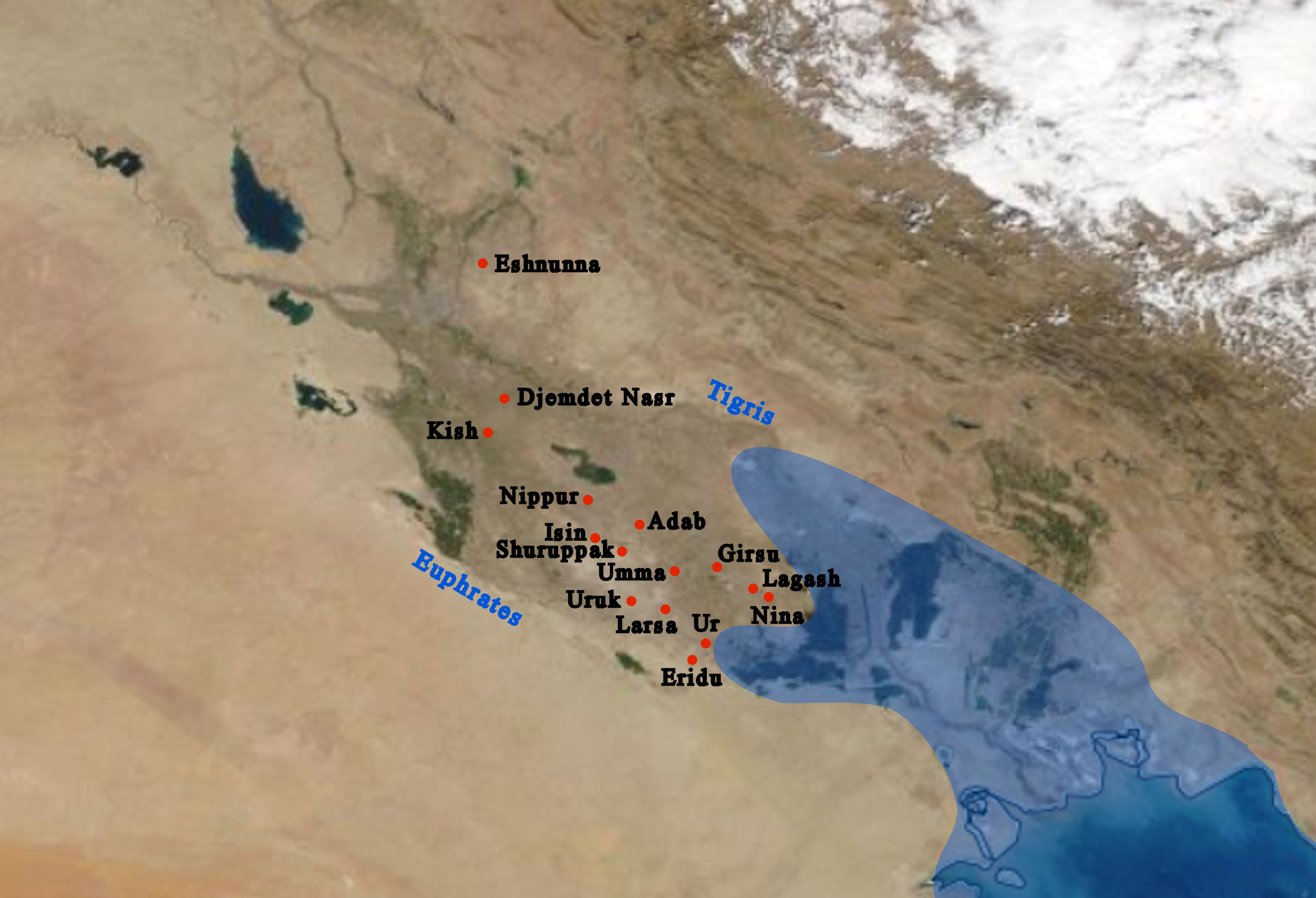
Obecná poloha na dnešní mapě a hlavní města Sumeru se starověkým pobřežím, které v dávných dobách téměř dosáhlo města Uruk.

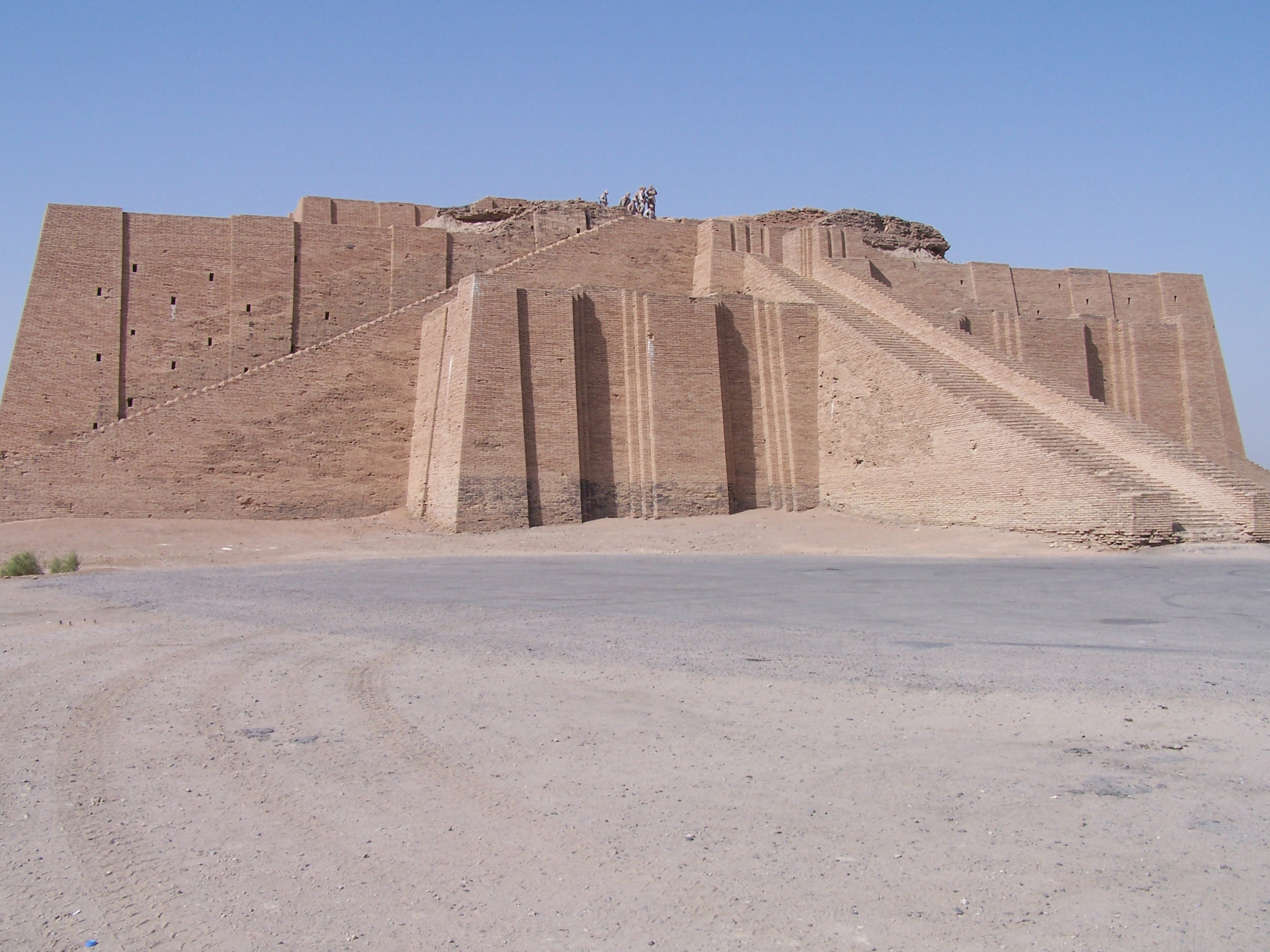
Velký zikkurat v Uru

Sumerové do Mezopotámie pravděpodobně přišli nejpozději kolem roku 4000 př. n. l. a hovořili sumerštinou, jazykem, který se dosud nepodařilo přiřadit k nějaké ze známých jazykových rodin. Existují poměrně věrohodně hovořící důkazy o tom, že Sumeřané pokračovali ve většině místních tradic. Po předsumerském obyvatelstvu zůstalo krom toho i několik jazykových stop, hlavně v topografii a v názvech některých řemesel a nástrojů. Avšak slova týkající se plavby po moři jsou zcela sumerská. Urucká kultura osídlovala Mezopotámii z jihu od moře, což nasvědčuje příchodu po moři. Taktéž existují souvislosti mezi sumerštinou a austronéskými nebo indoevropskými jazyky, proto je pravděpodobné, že Sumerové připluli z oblasti povodí Indu a asimilovali s obeidskou kulturou. Odkud Sumeřané přišli je ale nedořešenou otázkou, jihozápadoasijská teorie je nejpřijímanější, existuje ale i teorie severoafrická nebo kavkazská, jiné teorie spojují ostrov Bahrajn s Dilmunem v sumerské mytologii a navrhují, že právě Bahrajn byl sumerskou pravlastí.
Sumery kolonizovaní Obeiďané (nazývaní též Proto-Eufraťané), i když se o nich Sumerové ve svých písemných pramenech sami nikdy nezmínili, jsou moderními učenci považováni za první civilizační sílu v Sumeru. Vysušili bažiny pro zemědělství, rozvinuli tkalcovství, kožedělnictví, kovářství, zednictví a hrnčířství. Předsumerského původu jsou patrně i názvy měst Ur, Sippar atd. a řek Eufrat a Tigris, původně Buranunna a Idigna. Obecně lze říci, že ve chvíli, kdy zemědělskou obeidskou kulturu vystřídala kultura urucká, došlo ke vzniku první městské civilizace historie a ke vzniku samotné Sumerské civilizace.  
Přechod k městské kultuře byl přitom nečekaně prudký, sumerská města měla poměrně rychle až 10 000 obyvatel. Město Uruk překonalo nakonec hranici 50 000 obyvatel (okolo roku 2900 př. n. l). Krajní odhady hovoří až o 80 000 lidí (pro srovnání: největší středověká města jako Benátky, Londýn či Paříž měla maximálně 40 000 obyvatel). Celková populace Sumeru se odhaduje na 0,8 milionu až 1,5 milionu. Světová populace se v této době odhaduje na 27 milionů. Americký antropolog Robert McCormick Adams odhaduje, že 89 % populace Sumeru žilo ve městech. To dokazuje mimořádnou efektivitu zemědělského systému a produkce potravin. 
Svou roli v rychlé urbanizaci sehrálo otrokářství. Existují důkazy, že Sumeřané získali mnoho otroků při vojenských výpadech do horských oblastí. Někdy bývají Sumeřané označováni za "vynálezce otroctví". Složitější je otázka, zda k dynamice přispíval i patriarchátní systém, neboť dle mnoha poukazů bylo postavení žen v sumerské společnosti mnohem lepší než v řadě následných civilizací: ženy zasedaly v radách starších, mohly obchodovat, vlastnit půdu, žít samy či iniciovat rozvod, synové a dcery dědili majetek za stejných podmínek. Postavení žen se nicméně v čase zhoršovalo. Původně fungovala v sumerské společnosti patrně polyandrie (žena si brala více manželů). Roku 2350 př. n. l. tuto praxi zakázal král Urukagina a začala být trestána ukamenováním.
Od pozdějších přísných patriarchálních společností se Sumer odlišoval také vztahem k sexualitě, který byl dosti volný. Sexuální morálka se odvozovala výhradně od toho, zda sexuální akt činí člověka rituálně nečistým.  Sumerové široce věřili, že masturbace zvyšuje sexuální potenci, a to jak u mužů, tak u žen, a často se jí věnovali, jak sami, tak se svými partnery. Sumerové také nepovažovali anální sex za tabu. Kněžkám z Entu bylo zakázáno plodit potomky a často se věnovaly análnímu sexu jako metodě kontroly porodnosti. Prostituce existovala, ale není jasné, zda existovala posvátná prostituce, vedou se o tom značné spory.
Oblast byla mimořádně úrodná, ale vyžadovala stálé a vydatné zavlažování, jelikož je to oblast aridní. Vynález umělého zavlažování je mnohem staršího data (asi 5000 př. n. l.) a první zavlažovací kanál se podařilo vykopat v íránské Čóga Mami. V kultuře obeidské a urucké se kanály také používaly a k jejich managementu nebylo, na rozdíl od dřívějších domněnek, zapotřebí komplexní státní organizace. Oblast Sumeru se skládala z několika desítek relativně malých, navzájem nezávislých městských států. 
První písemné památky především ekonomického rázu pocházejí z konce 4. a počátku 3. tisíciletí př. n. l. Nejednalo se ovšem o písmo použitelné k záznamu složitějších abstraktních pojmů. Sumerové po několika staletích z tohoto obrázkového písma vyvinuli klínopis, který se dobře hodil pro zápis jejich velmi specifického jazyka.

## Technologie
Sumerové vytvořili v Mezopotámii civilizaci, která používala rozvinuté formy zemědělství; sumerští zemědělci do značné míry využívali propracovaný systém zavlažování – kanály, průtoky, rezervoáry. Sumerové dále vynalezli kalendář o 12 měsících, rozdělení týdne na sedm dní a hodiny na šedesát minut, šedesátkovou číselnou soustavu, vůz s koly, hrnčířský kruh a v architektuře využívali obloukové klenutí. Sumeřané jsou někdy označování za vynálezci geometrie.  Vynalezli též koncept obléhací války a taktiku "spálené země".

## Sídla

Důležitá města Sumeru

V jižní Mezopotámii začala vznikat první města již během předsumerské obeidské kultury. Stejně jako starověké Řecko se i Sumer skládal z městských států: Eridu (nejjižnější sumerské město, pahorek Abú Šahrajn), Nippur (dnešní Niffar, od 13. století neobývaný), Šuruppak (dnešní Fára), Uruk (pahorek al-Warká), Kiš (nejsevernější sumerské město, dnešní al-Uhajmer), Lagaš (dnešní Tello), Umma (dnešní Jocha) a Ur (dnešní al-Muqajjar). Eridu je považováno za jedno z nejstarších měst na světě. Podle pozdější ideologie bylo v Sumeru na Zemi přítomné vždy jen jedno království. V dochovaném Sumerském královském seznamu jsou vyjmenované takto: (dle sídelního města, dynastie), před potopou světa: Eridu – Bad-tibira – Larak – Sippar – Šuruppak a po potopě světa: Kiš – Uruk – Ur – Awan – Kiš – Hamazi – Uruk – Ur – Adab – Mari – Kiš – Akšak – Kiš – Uruk – Akkad – Uruk – Gutejci – Uruk – Ur – Isin. Je tak opomenuta Lagaš a do značné míry Uruk, což bylo dáno politicky místem vzniku Seznamu.
Sumerská města měla uprostřed městské zástavby posvátný okrsek s mnohavrstevným chrámem, který se vyvinul na konci 22. stol. př. n. l. v tzv. zikkurat, chrám zasvěcený božskému ochránci města. Město bylo obklopeno městskými hradbami a posvátný okrsek míval často také vlastní hradby. Každé z měst tvořilo samostatný městský stát, který ovládal ve svém bezprostředním okolí zemědělské zázemí s několika vesnicemi či menšími městy. Rozloha takového státu byla malá, můžeme jen zhruba odhadnout, že jedno z větších měst ovládalo asi 3 000 km2. 

## Moc a náboženství

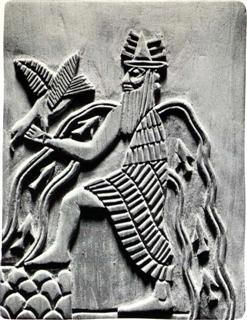
Bůh Enki

Nejvyšší postavení ve státě měl od ranědynastického období tzv. lugal (velký muž = tj. král). Tento titul patřil původně politickému a vojenskému náčelníkovi. Nejstarším králem ověřeným archeologickými důkazy je Enmebaragesi z Kiše. Ve městech ovládaných byl jeho zástupcem ensi (kníže). Ensi ovšem původně nosil význam nejvyšší správce chrámu, zástupce městského božstva na Zemi. Vztah světské a náboženské moci byl důležitým prvkem mezopotamské politiky a obě sféry zůstaly silně provázané. Chrámy měly dokonce ekonomické funkce. Organizovaly pracovní projekty potřebné pro zavlažování. Občané měli vůči chrámu pracovní povinnost, i když se z ní mohli vyplatit.
Sumerský náboženský systém byl antropomorfně polyteistický. Uctívalo se mnoho bohů v lidské podobě. Neexistovala žádná společná sada bohů. Každý městský stát měl své vlastní patrony, chrámy a bohy. Bohové jednoho města ale byli často uznáváni i jinde. Náboženský význam boha často rostl a klesal s politickou mocí města, kde byl primárně uctíván. Sumeřané byli prvními lidmi, kteří zaznamenali svou víru písemně. Nejznámějšími bohy byli An, Ki, Enki, Enlil, Inanna, Utu (Šamaš) a Nanna (Sin). Tato božstva tvořila hlavní panteon a kromě toho existovaly stovky dalších menších bohů. Sumerský posmrtný život byl poměrně temný, mrtvý sestoupil do ponurého podsvětí Ereškigal, kde pak žil navěky v bídné podobě gidima (ducha). Nástup nadvlády Akkadů je pak provázen povýšením boha Marduka na nejvyššího boha.

## Kultura a jazyk

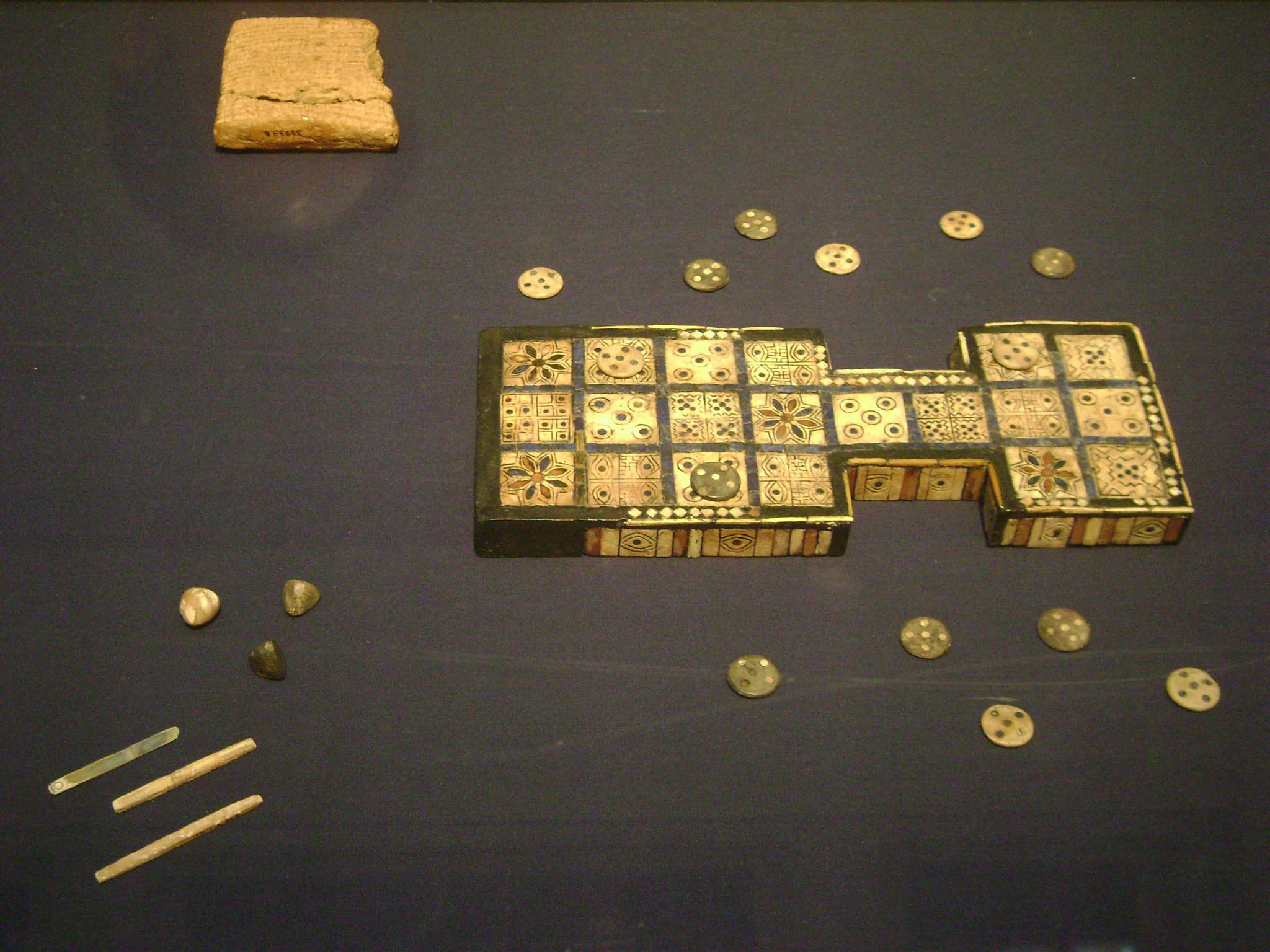
Královská hra z Uru

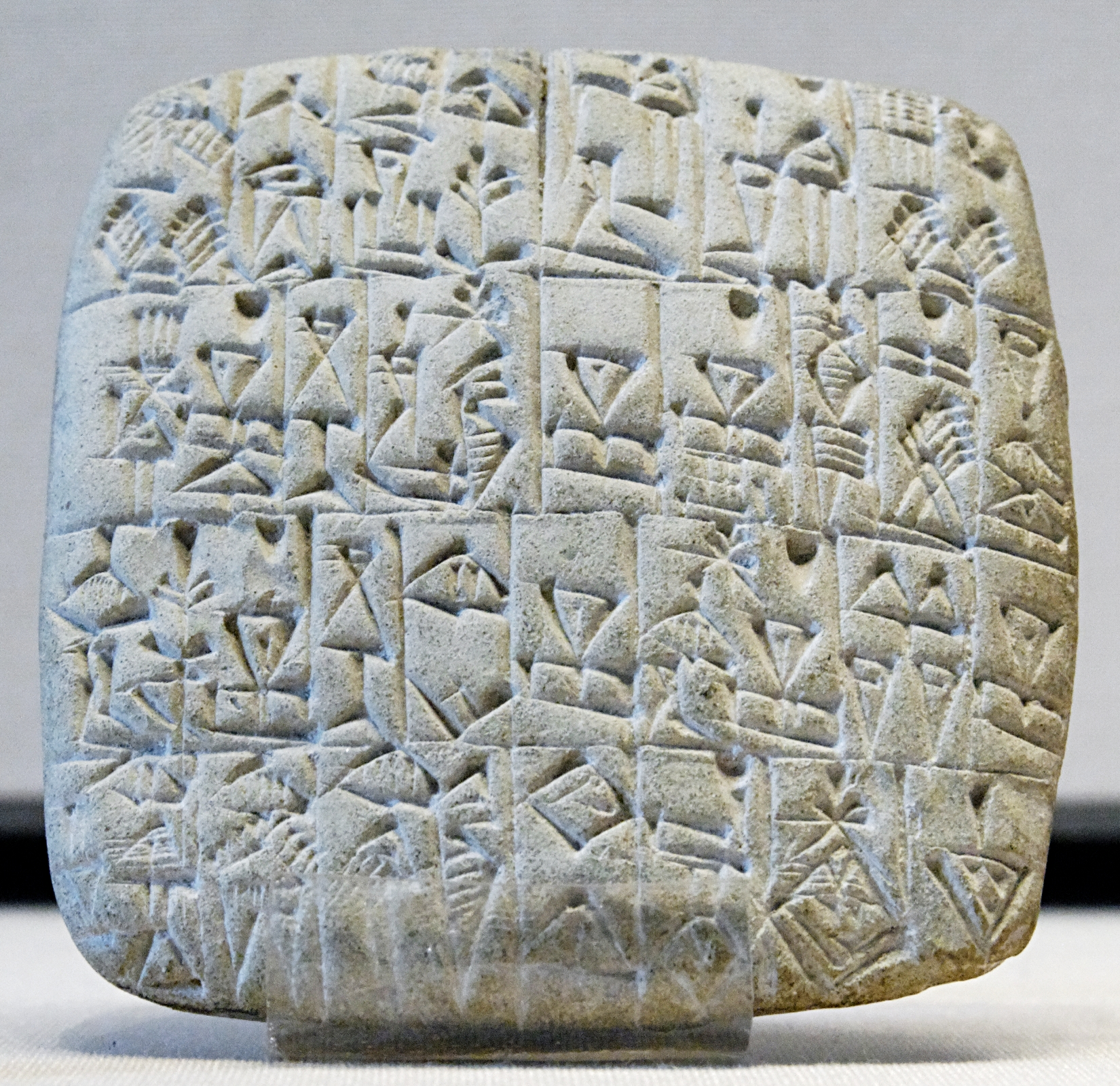
Smlouva na prodej domu a otroka v Šuruppaku, okolo 2600 př. n. l.

Počátky světové literatury lze mimo Egypt umístit do Sumeru. Sumerové zaznamenávali informace klínovým písmem (klínopisem) na hliněné destičky pomocí jednoduchého trojhranného rydla, čili klínku. Hliněné destičky se používaly pro svoji praktičnost, neboť Mezopotámie je dodnes země s nevyčerpatelným množstvím hlíny, ale s minimem kamene, který byl vždy považován za vzácný importovaný materiál. Sumerské písmo je považováno za velký milník ve vývoji schopnosti lidstva vytvářet historické záznamy a literární díla, a to jak ve formě poetických eposů a příběhů, tak i modliteb a zákonů. Dochovalo se stovek tisíc textů v sumerském jazyce, včetně osobních a obchodních dopisů, stvrzenek, lexikálních seznamů, zákonů, hymnů, modliteb, příběhů a denních záznamů. Byly nalezeny kompletní knihovny hliněných tabulek. 
Sumerský systém zápisu písma převzali i jejich následovníci, Akkaďané. Klínopis se ale pro jejich semitskou řeč nehodil a po celou dobu existence akkadštiny se tento jazyk s tímto značným problémem potýkal. Patrně největší překážkou byla nejednoznačnost textů a různé množství používaných sumerských značek slov. V sumersko-akkadské literatuře pak vznikl asi nejznámější Epos o Gilgamešovi, nejstarší epické dílo světové literatury. Na rozklad sumerské společnosti reagovala lamentační poezie, mezi níž nejznámější je skladba Nářek nad zkázou Uru. Již čistě akkadský charakter má pak rozsáhlý mýtus Enúma eliš.

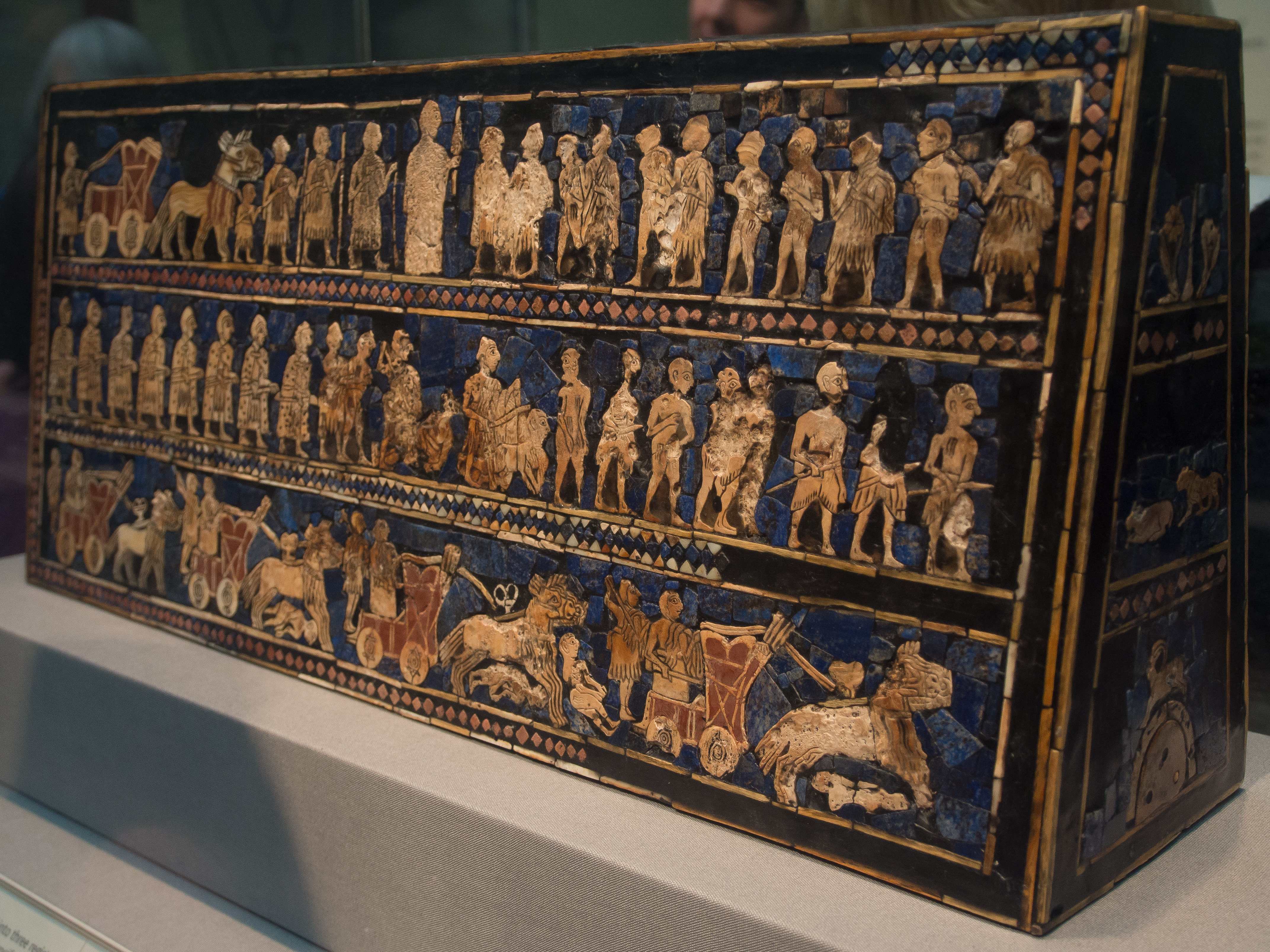
Urská standarta

Sumerské umění má vysokou kvalitu a vykazuje značnou zdobnost. Do mnohých artefaktů byly vkomponovány jemné polodrahokamy dovezené z jiných zemí, jako je lapis lazuli, a drahé kovy, jako je tepané zlato. Lapis lazuli, alabastr a hadec se používaly i na pečetní válečky. Protože kámen byl vzácný, byl vyhrazen pro sochařství. Nejrozšířenějším materiálem v Sumeru byla hlína. 
Mezi nejznámější umělecká díla patří lyry z Uru, které jsou považovány za nejstarší dochované strunné nástroje na světě. Objevil je Leonard Woolley při vykopávkách na Královském hřbitově v Uru v letech 1922 až 1934. Wolley souběžně objevil i jednu z největších sumerských výtvarných památek, urskou standartu. Lyry i standarta jsou ve vlastnictví Britského muzea v Londýně.
Sumerové byli jednou z prvních známých společností, která konzumovala pivo. Vařili několik druhů piva: pšeničné, ječmenné a ze smíšeného obilí. O pivu se píše i v Eposu o Gilgamešovi.
Sumerská civilizace postupně slábla, v 1. pol. 2. tisíciletí př. n. l. již sumerské obyvatelstvo neexistovalo. Nadále však zůstala v užívání sumerština, která se stala liturgickým a státnickým jazykem a byla jím až do 7. stol. př. n. l. (srov. s latinou).

## Chronologie vývoje Sumeru

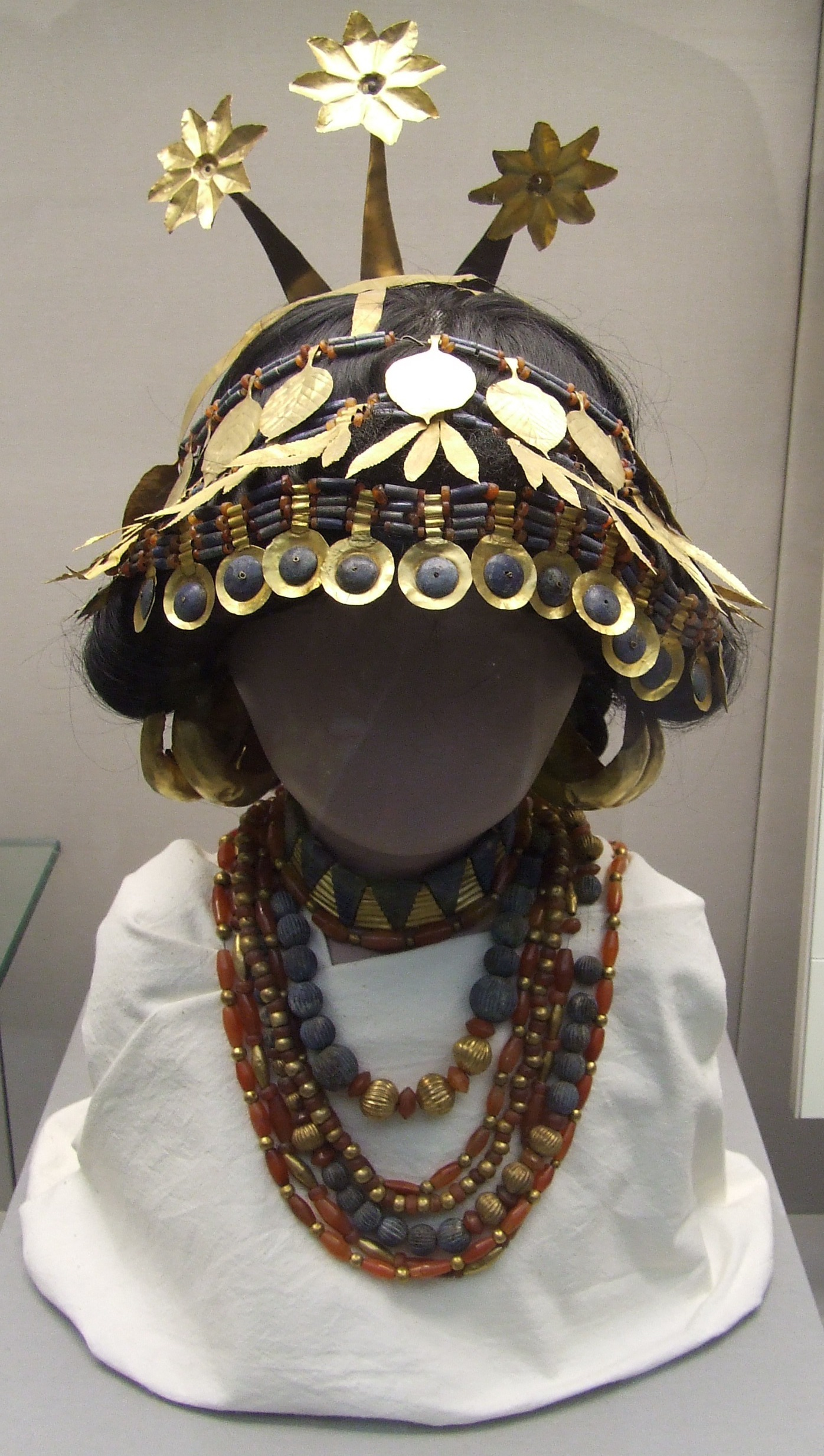
Pokrývka hlavy a náhrdelníky nalezené v hrobech některých sumerských žen

- urucká kultura (kolem r. 3300–3000 př. n. l.): první písemné prameny vůbec; Uruk prvním městem světa (100 ha, monumentální budovy až 4 000 m2)
- ranědynastické období (kolem r. 3000–2350 př. n. l.): sumerské městské státy, rozvoj obchodu, první královské paláce (2700 př. n. l.) a větší množství klínopisných pís. záznamů. Souboj měst Ummy a Lagaše-Girsu, král Kiše jako nejvznešenější titul.
- akkadské období (2350–2150 př. n. l.): rychlý mocenský vzestup Akkaďanů a jejich říše pův. na sever od Sumeru v okolí města Agade, od něhož převzali i svoje pojmenování. Poprvé sjednocení celého Sumeru a Akkadu, porážka vojsk krále Lugalzageziho z města Ummy. Prvním králem sjednoceného státu král Kiše, původem syn kněžky, Sargon Veliký.
- vpád kočovníků etnika z východu Gutejců (2150–2075 př. n. l.), kteří svrhli již slabou akkadskou nadvládu. Podrobení Sumeru nájezdníkům, kteří jej více či méně ovládali po 1 století
- III. dynastie urská (2116–2004 př. n. l.): silná centralizace sumerského státu, sumerští králové sídlí v Uru, závěrečná renezance sumerské kultury, stavba prvních skutečných zikkuratů. Dochovalo se asi 100 000 tabulek s pís. záznamy. Sumer ovládá území zhruba podobné jako před ním akkadští králové.
- období Isinu a Larsy (2017–1763 př. n. l.): oslabení Sumerů vnitřním bojem mezi dynastiemi

Mytologickou potopu, kterou zachycuje Eridská genesis, přežil jediný člověk Ziusudra (Utnapištim), který postavil archu s párem zvířat od každého. První známou historickou osobností je kišský en (král) Me-baragesi, který vládl někdy mezi lety 2700 př. n. l.–2600 př. n. l., předposlední panovník 1. kišské dynastie. Jeho syn Agga byl poražen uruckým králem Gilgamešem, zakladatelem 1. urucké dynastie.
Sumerské státy byly dobyty ze západu příchozími semitsky hovořícími Akkady, kteří se usídlili na severu. Jejich král Sargon I. (Šarrukén, 2334 př. n. l.–2279 př. n. l., střední datace), který byl uzurpátorem v sumerském městě Kiš. Porazil nejmocnějšího soupeře, panovníka sumerské Ummy, ensiho Lugalzagesi (2375 př. n. l.–2350 př. n. l. a založil akkadskou říši. O původu Sargona se vykládá podobný příběh jako o Mojžíšovi. Akkadskou říši vyvrátili kočovníci z východně ležícího Zagrosu Gutejci, za nichž Sumerové zažívali nový rozkvět (2230 př. n. l.–2130 př. n. l.), zejména za krále Gudey. Závěrečným obdobím sumerských dějin je 3. dynastie urská (2116 př. n. l.–2004 př. n. l.). Utu-chengal svrhnul gutejskou nadvládu a jeho bratr Ur-Nammu (2112 př. n. l.–2095 př. n. l.) byl zakladatelem 3. urské dynastie, jež vládla království Sumeru a Akkadu. Zároveň byl autorem nejstaršího zákoníku na světě.
Konec Sumeru nastal pozvolna, především však stát čelil neustávajícímu tlaku kočovníku ze severozápadu. Tito Amorejci (akk. Amurrum či sum. Martu) pomalu ovládli krajinu mezi městy a později i některá města. Posledním sumerským králem byl Ibbi-Sín. Jeho bývalý služebník, amorejský uzurpátor Išbi-Erra, generál z Mari, který ovládl důležité město Isin. Ur byl pak dobyt a rozvrácen elamskými a churritskými kmeny. Je zachycen ve vynikajících básních Nářek nad zkázou Sumeru a Nářek nad zkázou Uru. Ibbi-Sín beze stopy zmizel v elamském zajetí. Zničení mnoha měst v závěrečné části a odvlečení mnoha lidí zasadilo sumerskému národu poslední a smrtící ránu. Po dobytí Uru následovalo období asimilace do semitského jazykového prostředí.
Období Isin – Larsa (vláda amorejských králů) bylo jen přechodné (2017 př. n. l.–1763 př. n. l.). Po roce 2000 př. n. l. přestala být sumerština používána ve většině oblastí jako živý jazyk, definitivně vymřela asi kolem r. 1800 př. n. l. Uchovala se pouze jako sakrální, vědecký, právní a správní jazyk a jako jazyk vzdělanců. Klínopis svoji pozici neztratil a byl přejat a částečně upraven pro akkadský semitský jazyk. (od cca r. 2600 př. n. l.). Akkadský jazyk převzal úlohu jazyka dorozumívacího v celé Mezopotámii po asimilaci Sumerů, včetně úlohy jazyka diplomatického a úředního. Období Isin-Larsa je přechodné mezi III. dynastií z Uru a nástupem starobabylónské říše a jmenuje se po 2 nejdůležitějších státech té doby. Akkadština však začala svoji pozici ztrácet po příchodu Aramejců (Chaldejců) do Mezopotámie a okolních oblastí na počátku 1. tisíciletí př. n. l. Prosazoval se jazyk aramejský, jenž byl psán mnohem jednodušším písmem foinickým (fénickým). Proto v období novobabylónském (cca 600 př. n. l.) byla sumerština, akkadština a klínopis znám jen vzdělaným kněžím. Mezi lidem byly již neznámé, nepoužívané. Klínopis přežil pád Babylónu do rukou Peršanů i později Řeků (pol. 6. století a pol. 4. století př. n. l.), ale před začátkem letopočtu vymizel.

### Dodatek nejnovějších datací

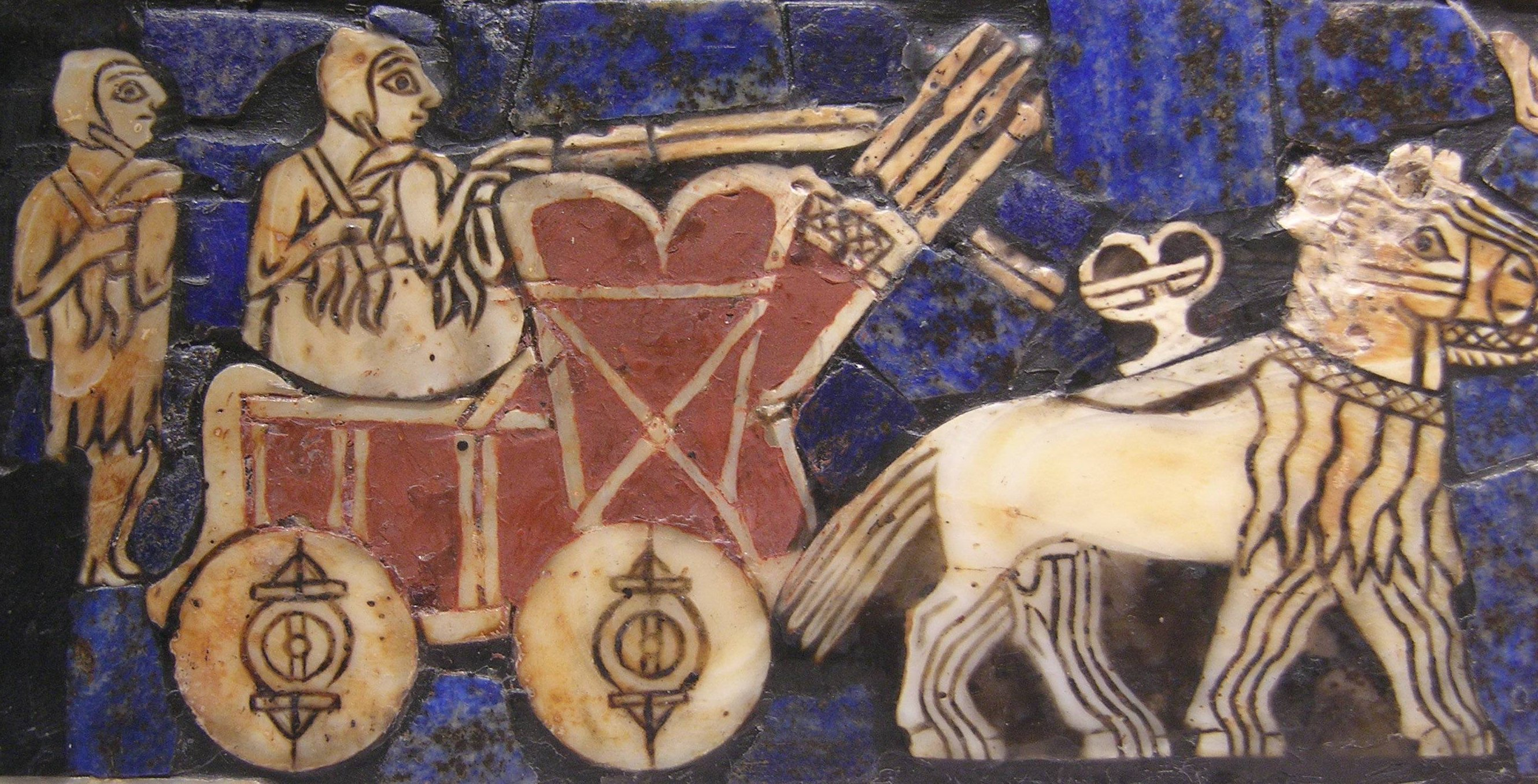
Sumerský bojový vůz z období 2500 př. n. l.

Podle znalce klínopisů Blahoslava Hrušky je možné začátek urucké kultury posunout až k letopočtu 3500 př. n. l., přičemž první tabulka s obrázkovým písmem byla datována kolem roku 3200 př. n. l., v uruckém chrámu boha Ana. Kolem roku 2900 př. n. l. se mění v Uruku a Džemdet Nasru na písmo klínové a objevují se nejstarší literární skladby v sumerštině. Klínové písmo začíná být používáno také v elamských Súsách. Vláda Gilgameše se podle novějších výzkumů posouvá k letopočtu 2500 př. n. l. Kolem roku 2355 př. n. l. omezuje lagašský uzurpátor Urukagina moc palácových úředníků a získává na svou stranu chrámy a kněze. Toto jsou dosud nejstarší známé zákony. Kolem roku 2350 př. n. l. se urucký král Lugalzagesi pokusil o sjednocení země, ale byl poražen zhruba během deseti až dvaceti let, kdy se formuje první akkadský stát Sargona Akkadského a dobývá severní Mezopotámii, část Íránu, proniká do Malé Asie a východního Středomoří.